# Валентич, Мирко
Мирко Валентич (хорв. Mirko Valentić, 19 сентября 1932 — 18 января 2025) — хорватский историк. 

## Биография
В 1961 году Валентич окончил историческую группу философского факультета Загребского университета и с того же года по 1964 год был профессором истории в Высшей школе педагогов в Загребе. С 1964 по 1971 год он был куратором Исторического музея Хорватии, а в 1971 году перешёл на работу в Хорватский институт истории в Загребе (бывший Институт истории хорватского рабочего движения). В 1978 году он получил докторскую степень по истории на философском факультете в Загребе по теме «Военная граница и вопрос её объединения с Хорватией 1861–1881». С 1991 по 2002 год он был директором Хорватского института истории в Загребе и преподавателем кафедры истории в Хорватском институте исследований. В своей научной работе он изучал историю Военной границы, этническую группу валахов на территории Хорватии и историю бургенландских хорватов. 
Мирко Валентич вышел на пенсию 30 декабря 2002 года.
В 2002 году он стал президентом Хорватского культурного общества «Баня-Лука» в Загребе.

## Труды
- Kameni spomenici Hrvatske XIII-XIX stoljeća, Zagreb, 1969.
- Gradišćanski Hrvati od XVI. stoljeća do danas, Zagreb 1970.
- Die Burgelaendische Kroaten, Eisenstadt, 1972.
- Vojna krajina i pitanje njezina sjedinjenja s Hrvatskom 1849–1881., Zagreb, 1981.
- Vojna krajina u Hrvatskoj, Zagreb, 1981. (соавтор Федор Моачанин[хорв.])
- Izvori velikosrpske agresije: rasprave/dokumenti: kartografski prikazi, August Cesarec-Školska knjiga, Zagreb, 1991., (engl. izd., Centar za strane jezike Zagreb-AGM d.o.o., Zagreb, 1993.), (prir. Бозе Чович), (соавторы Мирослав Брандт[хорв.], Бозе Чович, Славен Летица[укр.], Радован Павич[хорв.], Здравко Томац[англ.] и Станко Жулич)
- Juraj Rattkay: Memoria regum et banorum Croatiae, Sclavoniae et Dalmatiae (Beč, 1652) - reprint, prijevod, komentari, Zagreb, 2001. (соавторы: Зринка Блажевич[хорв.], Мийо Кораде[хорв.], Шандор Бене)
- Rat protiv Hrvatske 1991. – 1995.: velikosrpski projekti od ideje do realizacije, Zagreb, 2010. 
  - War against Croatia 1991 - 1995: Greater Serbian projects from idea to implementation, Zagreb - Slavonski Brod, 2012.[5]

### Редактор
Мирко Валентич является редактором книги «Знаменитые и достойные бургенландские хорваты» (Чакавский сабор, 1972) Мартина Мершича-младшего; и совместно с Зване Чрня и Николой Бенчичем монографии «Градишчанские Хорваты» (Чакавский сабор, 1973 г.). Он также является редактором серии «Хорватия на секретных картах XVIII и XIX веков, I–X, 1999–2006».

## Награды
- 2013: Почётный знак земли Бургенланд[6].